# S.K.I.L.L. - Special Force 2
S.K.I.L.L - Special Force 2, abbreviato SF2, è un videogioco del 2013 di genere sparatutto tattico sviluppato dalla DragonFly e pubblicato da Papaya Play in Europa e dalla PlayPark nel Sud-est asiatico . Il gioco è stato chiuso temporaneamente il 20 agosto 2019 in Europa dal precedente editore Gameforge, ed è stato riaperto il 14 settembre 2023 da Papaya Play e chiuso il 1º marzo 2022 nel Sud-est asiatico insieme ai relativi siti web.

## Armi
I giocatori possono usare diversi tipi di armi, dai fucili da cecchino ai fucili d'assalto. L'uso prolungato "usura" le armi e queste, perdendo precisione ed efficacia, dovevano essere riparate pagando con gli SP (Crediti in gioco). Per le armi sono disponibili diversi spray, che cambiano l'aspetto dell'arma, senza dare alcun beneficio prestazionale in gioco.

## Equipaggiamento
I giocatori possono anche equipaggiare i loro personaggi con vari oggetti, noleggiabili per un determinato periodo di tempo o permanentemente; quando il tempo scadeva, l'equipaggiamento veniva rimosso dall'inventario del giocatore. Erano inoltre disponibili alcune maschere antigas, elmetti ed equipaggiamenti da difesa. Alcuni oggetti aumentano gli AP (Armor Points) e diminuiscono i danni ricevuti, come i giubbotti antiproiettili e gli elmetti, mentre altri possono migliorare la velocità e l'agilità del giocatore, come degli stivali speciali. Altri oggetti possono dare più probabilità di prendere dei lucky points (Punti in gioco in cui venivano ricevuti casualmente che aumentano il punteggio). Il giocatore può comprare con i cash dei personaggi che danno una maggiore quantità di esperienza.

## Modalità di gioco
Il gioco è in grado di offrire al giocatore diverse modalità di gioco tra cui:
- Team Deathmatch: una modalità che consiste in un deathmatch a squadre, in cui i giocatori per vincere dovevano ottenere il punteggio più alto.
- Blasting: il team in attacco deve piazzare la bomba ad uno dei due siti disponibili, A o B; il team in difesa deve evitare di far esplodere la bomba, sia impedendo che la bomba venga piazzata sia disinnescandola una volta piazzata.
- Seizure: il team in attacco deve prendere il "Seizure" e portarlo nella propria base per guadagnarsi il round; il team in difesa deve sia difendere il Seizure e sia impedendo che il team avversario lo porti in base una volta preso.
- Escape: il team di attacco deve fare in modo che l'altro team non scappi utilizzando un elicottero precedentemente richiamato.  E tante altre modalità di gioco